# Denis Laustriat
Denis Laustriat est un acteur français. Spécialisé notamment dans le doublage, il est entre autres la voix française régulière d'Orlando Bloom, Jason George, David Anders et Bailey Chase ainsi qu'une des voix de George Eads, Mark Feuerstein et Mark-Paul Gosselaar.

## Biographie
Attiré d'abord par le métier d'acteur, il suit une formation théâtrale à Strasbourg tout en y poursuivant ses études de Sciences politiques. Il entre ensuite au conservatoire et part pour Paris où il intègre une classe supérieure d'art dramatique. Il jouera notamment au cinéma sous la direction de Jean-Pierre Mocky, dans Les Saisons du plaisir.

## Filmographie

### Cinéma
- 1988 : Les Saisons du plaisir de Jean-Pierre Mocky : Philippe Mercier
- 1991 : Génération Oxygène de Georges Trillat : John Newman
- 1996 : Les Caprices d'un fleuve de Bernard Giraudeau : le fils (voix)
- 2005 : Le Roman de Renart de Thierry Schiel : Epinart (voix)

### Télévision
- 1988 : Adorable Julia, téléfilm de Yves-André Hubert
- 1990 : Série rose - épisode :  Un traitement mérité (série)
- 1992 : Escapade à Paris téléfilm de Sylvia Hoffmann
- 1996 : Le Crabe sur la banquette arrière de Jean-Pierre Vergne : l'infirmier scanner
- 2012 : Les Nouvelles Aventures de Peter Pan (série)

## Théâtre
- 1987 : Adorable Julia de Marc-Gilbert Sauvajon d'après Somerset Maugham, mise en scène Jean-Paul Cisife, théâtre Hébertot
- 1991 : Charlus de Jean-Louis Curtis, mise en scène Philippe Rondest, théâtre des Mathurins
- 2012-2013 : Le Mariage de Figaro de Beaumarchais, mise en scène Henri Lazarini, Vingtième Théâtre
- 2014 : Sugar de Joëlle Fossier, mise en scène Frédérique Lazarini, Vingtième Théâtre
- 2015- : Le Misanthrope (vs politique) d'après Molière, mise en scène Claire Guyot, Vingtième Théâtre, tournée

## Doublage

### Cinéma

#### Films
- Orlando Bloom dans (18 films) :
  - Le Seigneur des anneaux : La Communauté de l'anneau (2001) : Legolas
  - Le Seigneur des anneaux : Les Deux Tours (2002) : Legolas
  - Pirates des Caraïbes : La Malédiction du Black Pearl (2003) : William Turner
  - Le Seigneur des anneaux : Le Retour du roi (2003) : Legolas
  - Troie (2004) : Pâris
  - Haven (2004) : Shy
  - Rencontres à Elizabethtown (2005) : Drew Baylor
  - Pirates des Caraïbes : Le Secret du coffre maudit (2006) : William Turner
  - Pirates des Caraïbes : Jusqu'au bout du monde (2007) : William Turner
  - New York, I Love You (2009) : David Cooler
  - Les Trois Mousquetaires (2011) : duc de Buckingham
  - Le Hobbit : La Désolation de Smaug (2013) : Legolas
  - Le Hobbit : La Bataille des Cinq Armées (2014) : Legolas
  - Pirates des Caraïbes : La Vengeance de Salazar (2017) : William Turner
  - Conspiracy (2017) : Jack Alcott
  - The Shanghai Job (2017) : Danny Stratton
  - Gran Turismo (2023) : Danny Moore
  - Deep Cover (2025) : Marlon

- Rob Lowe dans :
  - Contact (1997) : Richard Rank
  - Austin Powers 2 : L'Espion qui m'a tirée (1999) : Numéro Deux jeune

- Tom Everett Scott dans :
  - Les Initiés (2000) : Michael Brantley
  - American Party (2002) : Eliott Grebby

- Kip Pardue dans :
  - Le Plus Beau des combats (2000) : Ronnie Bass
  - Driven (2001) : Jimmy Blyy

- Hugh Dancy dans :
  - Le Roi Arthur (2004) : Galaad
  - Le Temps d'un été (2009) : Buddy Winterborny

- Adam Scott dans :
  - Sa mère ou moi ! (2005) : Remy
  - Le Dernier Présage (2006) : Tom Morelane

- Henry Cavill dans :
  - Blood Creek (2009) : Evan Marshall
  - Les Immortels (2011) : Thésée

- 1988 : 1969 : Ralph Carr (Robert Downey Jr.)
- 1990 : Bad Influence : Michael Boll (James Spader)
- 1990 : Rosencrantz et Guildenstern sont morts : Hamlet (Iain Glen)
- 1992 : Buffy, tueuse de vampires : Pike (Luke Perry)
- 1992 : 1492 : Christophe Colomb : Diego Colomb (Juan Diego Botto)
- 1992 : Maman, j'ai encore raté l'avion : Cedric (Rob Schneider)
- 1993 : Last Action Hero : Hamlet (Laurence Olivier)
- 1994 : Deux garçons, une fille, trois possibilités : Eddy (Josh Charles)
- 1995 : Braveheart : Edward, prince de Galles (Peter Hanly)
- 1995 : L'Ultime Souper : Pete (Ron Eldard)
- 1996 : L'Île du docteur Moreau : M'Ling (Marco Hofschneider)
- 1996 : Broken Arrow : Giles Prentice (Frank Whaley)
- 2000 : American Psycho : Paul Allen (Jared Leto)
- 2000 : Joint Security Area : le soldat suédois (Herbert Ulrich)
- 2001 : Glitter : Julian Dice (Max Beesley)
- 2001 : Harvard Story : Teddy Carter (Eric Stoltz)
- 2002 : Cube 2 : Max Reisler (Matthew Ferguson)
- 2005 : Orgueil et Préjugés : M. Wickham (Rupert Friend)
- 2005 : The Big White : Ted (Giovanni Ribisi)
- 2007 : Une fille à la page : Jed (Chris Carmack)
- 2008 : W. : L'Improbable Président : David Frum (Colin Hanks)
- 2009 : Victoria : Les Jeunes Années d'une reine : Léopold Ier de Belgique (Thomas Kretschmann)
- 2010[1] : Jurassic Predator (en) : le shérif Tim Richards (Lochlyn Munro)
- 2013 : Le Loup de Wall Street : le capitaine Ted Beecham (Shea Whigham)
- 2016 : Railroad Tigers : Daguo (Darren Wang)
- 2018 : 303 Squadron Mirosław « Ox » Ferić (Krzysztof Kwiatkowski (pl))
- 2023 : L'Amour en touriste : John (Ben Feldman)
- 2023 : Le Croque-mitaine : ? (?)
- 2024 : Unfrosted : L'Épopée de la Pop-Tart : Steve Schwinn (Jack McBrayer)

#### Films d'animation
- 1971[n 1] : Robin des Bois : Munch (2e doublage)
- 1992 : Les Misérables : Marius (version films)
- 1995 : Dragon Ball Z : Fusions : Paikuhan
- 2007 : Shuriken School, le film : Kubo Utamaro (création de voix)
- 2008 : Barbie et le Palais de diamant : Ian
- 2010 : Alpha et Oméga : Garth
- 2025 : Elio : le mode d'emploi universel[2]

### Télévision

#### Téléfilms
- Mario López dans :
  - Noël à cappella (2020) : David Morales
  - La Merveilleuse Boutique de Noël (2021) : Tony Ortega

- 1996 : Coup de sang : Bobby Rupp (Ryan Reynolds)
- 1998 : Le Chevalier hors du temps : Clarence (Simon Fenton)
- 1998 : Nick Fury: Agent of SHIELD : Alexander Goodwin Pierce (Neil Roberts (en))
- 2006 : Histoire trouble : Mike Waters (David Storch)
- 2008 : Sous le signe de l'amour : Philipp Wellenbach (Steffen Wink (de))
- 2009 : Les Ailes du courage : Bernhard « Bernie » Stocker (Manuel Witting (de))
- 2010 : Turbulences en plein vol : Tom (Casper Van Dien)
- 2011 : Planète Terre en danger : Edward (David Richmond-Peck (en))
- 2011 : Les 12 vœux de Noël : Morgan (Michael Bergin)
- 2012 : Double Destinée : Aidan Green (Chris Carmack)
- 2013 : Le Meurtrier de minuit : Michael Lyons (Bailey Chase)
- 2020 : Un secret de famille impardonnable : Ted (Travis Caldwell)
- 2021 : P.S. Joyeux Noël : Joe Roberts (Dylan Bruce)
- 2022 : Un cadeau royal pour Noël : Carrington (Shane Lennon)
- 2022 : Les Origines du péché : La Martyre : M. Woodruff (Geoffrey Austin Newland)

#### Séries télévisées
- Jason George dans (11 séries) :
  - Sunset Beach (1997-1999) : Michael Bourne (354 épisodes)
  - Moesha (1998-1999) : Channing Lawrence (saison 4, épisodes 5 et 21)
  - Titans (2000) : Scott Littleton (12 épisodes)
  - What About Brian (2006-2007) : Jimmy (18 épisodes)
  - Eli Stone (2008-2009) : Keith Bennett (20 épisodes)
  - Grey's Anatomy (depuis 2010) : Dr Ben Warren
  - Off the Map : Urgences au bout du monde (2011) : Dr Otis Cole (13 épisodes)
  - Desperate Housewives : Edgar (2011) (saison 7, épisode 23)
  - Witches of East End (2013) : l'inspecteur Adam Noble (saison 1, épisodes 1 à 5)
  - Mistresses (2013-2016) : Dominic Taylor (28 épisodes)
  - Grey's Anatomy : Station 19 (depuis 2018) : Dr Ben Warren

- David Anders dans (7 séries) :
  - Alias (2002-2006) : Julian Sark (56 épisodes)
  - Charmed (2005) : le comte Roget (saison 7, épisode 15)
  - Grey's Anatomy (2007) : Jim (saison 3, épisodes 22 et 23)
  - Lie to Me (2009) : le sergent Russell Scott (saison 1, épisode 2)
  - Once Upon a Time (2011-2016) : Dr Whale / Dr Victor Frankenstein (15 épisodes)
  - Esprits criminels (2013) : Anton Harris (saison 9, épisode 4)
  - iZombie (2015-2019) : Blaine DeBeers (70 épisodes)

- Bailey Chase dans (6 séries) :
  - Buffy contre les vampires (1999-2000) : Graham Miller (2e voix, saison 5)
  - Las Vegas (2005) : Jake Porter (4 épisodes)
  - Saving Grace (2007-2010) : Butch Ada (46 épisodes)
  - Damages (2011) : Sean Everett (saison 4)
  - FBI : Duo très spécial (2012) : Bryan McKenzie (saison 3, épisode 14)
  - Longmire (2012-2014) : Branch Connally (33 épisodes)

- Mark Feuerstein dans (5 séries) :
  - Royal Pains (2009-2016) : Henry « Hank » Lawson (104 épisodes)
  - Nurse Jackie (2015) : Barry Wolfe (saison 7)
  - Prison Break (2017) : Jacob Anton Ness (saison 5)
  - Wet Hot American Summer : Ten Years Later (2017) : Mark (mini-série)
  - Appartements 9JKL (2017-2018) : Josh Roberts (16 épisodes)

- Mark-Paul Gosselaar dans (4 séries) :
  - New York Police Blues (2001-2005) : l'inspecteur John Clark Jr. (87 épisodes)
  - Over There (2005) : John Moffet (épisodes 5 et 6)
  - Commander in Chief (2005-2006) : Richard « Dickie » MacDonald (10 épisodes)
  - Raising the Bar : Justice à Manhattan (2008-2009) : Jerry Kellerman (25 épisodes)

- George Eads dans :
  - Savannah (1996-1997) : Nick Corelli (26 épisodes)
  - Les Experts (2000-2015) : Nicholas « Nick » Stokes (335 épisodes)
  - MacGyver (2016-2019) : Jack Dalton (59 épisodes)

- Chris Carmack dans :
  - Newport Beach (2003-2004) : Luke Ward (28 épisodes)
  - Beach Girls (en) (2005) : Cooper Morgenthal (mini-série)
  - Desperate Housewives (2008) : Tim Bremmer (saison 4, épisode 11)

- Tim Hopper (en) dans :
  - The Americans (2013-2014) : Sanford Prince (4 épisodes)
  - L'Exorciste (2016) : le superintendant Jaffey (saison 1)
  - Utopia (2020) : Dale Warwick (épisodes 4 à 6)

- Harold Pruett (en) dans :
  - Parker Lewis ne perd jamais (1992-1993) : Brad Penny (saison 3)
  - La Vie à cinq (1996) : Cooper Voight (saison 3, épisodes 3 à 5)

- Thomas Gibson dans :
  - Chicago Hope : La Vie à tout prix (1994-1998) : Dr Daniel Nyland (70 épisodes)
  - Dharma et Greg (1997-2002) : Greg Montgomery (119 épisodes)

- Vincent Young (en) dans :
  - Beverly Hills 90210 (1997-2000) : Noah Hunter (84 épisodes)
  - NCIS : Enquêtes spéciales (2006) : Mikel Mawher (saison 3, épisode 21)

- Steve Bacic dans :
  - Andromeda (2000-2005) : le lieutenant-commandant Gaheris Rhade / l'amiral Telemachus Rhade (45 épisodes)
  - Stargate SG-1 (2004) : Camulus (saison 8)

- Jason Chan (en) dans :
  - Power Rangers : Force Cyclone (2003) : Cameron Watanabe / Ranger Vert (38 épisodes)
  - Power Rangers : Dino Tonnerre (2004) : Cameron Watanabe / Ranger Vert (saison 1, épisodes 31 et 32)

- Paul Telfer dans :
  - NCIS : Enquêtes spéciales (2005) : le caporal Damon Werth (1re voix - saison 5, épisode 10)
  - Hotel Babylon (2007) : Luke Marwood (saison 2)

- Mark Famiglietti dans :
  - Eyes (2005) : Tim Smits (8 épisodes)
  - Flashforward (2009-2010) : Mike Willingham (3 épisodes)

- Ben Feldman dans :
  - Du côté de chez Fran (2005-2007) : Josh Reeves (26 épisodes)
  - Drop Dead Diva (2009-2014) : Fred (38 épisodes)

- Brennan Elliott dans :
  - Cold Case : Affaires classées (2006) : Ray Williams (4 épisodes)
  - Rizzoli and Isles (2012) : Chris Harris (saison 3, épisode 8)

- Jack McBrayer dans :
  - 30 Rock (2006-2013) : Kenneth Ellen Parcell (138 épisodes)
  - Allô la Terre, ici Ned (en) (2020) : Jack McBrayer (épisode 13)

- Michael Gladis dans :
  - Mad Men (2007-2012) : Paul Kinsey (40 épisodes)
  - Reckless : La Loi de Charleston (2014) : le chef-adjoint Holland Knox (13 épisodes)

- Noah Bean dans : 
  - Nikita (2010-2013) : Ryan Fletcher (39 épisodes)
  - 12 Monkeys (2015-2016) : Aaron Marker (12 épisodes)

- Orlando Bloom dans :
  - Easy (2016) : Tom (saison 1, épisode 6)
  - Carnival Row (2019-2023) : Rycroft « Philo » Philostrate (18 épisodes)

- 1991 : Les Contes de la crypte : Jack Craig (Tim Roth) (saison 3, épisode 8)
- 1993-1994 : Beverly Hills 90210 : Keith Christopher (Robert Leeshock) (saison 4), Josh Richland (Joshua Beckett) (saisons 4-5) et Griffin Stone (Casper Van Dien) (saison 5)
- 1993-2000 : New York Police Blues : Andy Sipowicz Jr. (Michael DeLuise) (12 épisodes)
- 1995-2003 : Friends : Frank Buffay Jr. (Giovanni Ribisi) (9 épisodes)
- 1996 :  Couleur Pacifique : Zack Morrison (Tony Lucca (en)) (10 épisodes)
- 1996-1997 : Relativity : Everett (Randall Batinkoff) (6 épisodes)
- 1997-1998 : Brooklyn South : Hector Villanueva (Adam Rodriguez) (20 épisodes)
- 1997-1998 : Police Academy : le cadet Richard Casey (Matthew Borlenghi)
- 1998-1999 : Les Chevaliers de Tir Na Nog : Rohan (Lochlann Ó Mearáin (en)) (51 épisodes)
- 1998-2000 : Kenan et Kel : Marc Cram (Biagio Messina (en)) (15 épisodes)
- 1999-2002 : Sydney Fox, l'aventurière : Nigel Bailey (Christien Anholt) (66 épisodes)
- 2000 : Code Eternity : Byder (Joseph Baldwin) (9 épisodes)
- 2000-2005 : Queer as Folk : Michael Novotny (Hal Sparks) (83 épisodes)
- 2002-2003 : The Shield : Steve Hanratty (Will McCormack) (saison 1, épisode 6) et Charlie Foster (Chris Payne Gilbert (en)) (saison 2, épisode 4)
- 2003 : Preuve à l'appui : Richard Barnes (Matt Carmody) (saison 2, épisode 20)
- 2003-2004 : Urgences : Dr Lester Kertzenstein (Rossif Sutherland) (saison 10)
- 2003 / 2005 : Stargate SG-1 : Pallan (Christopher Heyerdahl) (saison 7, épisode 5), un technicien [Qui ?] (saison 8, épisode 12), un docteur [Qui ?] (saison 9, épisode 1) et Jup (Geoff Redknap) (saison 9, épisode 4)
- 2004 : Charmed : David, l'homme idéal (Eduardo Verástegui) (saison 6, épisode 12)
- 2005 : Desperate Housewives : Bill Cunningham (Rick Ravanello) (saison 1, épisode 17)
- 2006 : New York, unité spéciale : Adam Halder (Will Estes) (saison 7, épisode 17)
- 2007-2010 : Les Tudors : Charles Brandon (Henry Cavill) (38 épisodes)
- 2008-2009 : The Ex List : Augie (Adam Rothenberg) (13 épisodes)
- 2010 : Dr House : Jay Merrick (David Monahan) dans  (saison 6, épisode 20)
- 2011 : Double Jeu : Franke (Johannes Herrschmann) dans  (saison 1, épisode 18)
- 2013-2014 : The Americans : Vlad (Vitaly Benko) (5 épisodes)
- 2016-2018 : Soupçon de magie : Jared (Randal Edwards) (8 épisodes)
- 2017 : Harry Bosch : Trevor Dobbs (Jeffrey Pierce) (saison 3)
- 2017 : The Magicians : le sénateur John Gaines (Christopher Gorham) (saison 2)
- 2017-2020 : Dark : Noah adulte (Mark Waschke) (13 épisodes)
- 2018 : The Path : Buck Harbaugh (Vincent Kartheiser) (saison 3)
- 2019 : Chicago Med : Phillip Davis (Ian Harding) (11 épisodes)
- 2022 : Suspicion : Owen Neilssen (Ross McCall)
- 2022-2025 : Bosch: Legacy : l'inspecteur Morrison (Jason Dirden) (9 épisodes)
- 2024 : Tracker : Scott Palmer (Steven Culp) (saison 2, épisode 2)

#### Séries d'animation
- 1978-1979[n 2] : La Patrouille des Aigles[3] : Joe Thax (2e doublage)
- 1983-1991[n 3] : Alvin et les Chipmunks : Simon Seville
- 1985-1986[n 4] : Dancougar[4] : Maximillien
- 1987[n 5] : Tortues Ninja : Les Chevaliers d'écaille : Donatello (2e voix, épisode 31 à 69)
- 1990-1991[n 6] : Pygmalion : Écaldo et Ozma (1er voix)
- 1991 : ProStars[5] : Wayne Gretkzi
- 1991-1992[n 6] : Fly : Pop
- 1992-1993 : Graine de champion[6] : Thierry
- 1992-1994[n 7] : Un garçon formidable[7] : Victor Duroc
- 1993-1994 : Le Maître des Bots : Ziv Zulander
- 1994[n 7] : Wild C.A.T.S : le commando galactique : Reno Bryce / Wildblade
- 1996 : Princesse Shéhérazade : le prince Slimène (épisode 11 et 28)
- 1996-1997 : Mighty Ducks : Wildwing Flashblade
- 1996-1997[n 8] : Equipières de choc : voix additionnelles (2e doublage)
- 1996-1998[n 9] : B't X : Metal Face et Hokuto
- 1998 : Hercule : Yaunos (épisode 6)
- 1999 : Les Nouvelles Aventures de Spider-Man : Peter Parker / Spider-Man
- 2004 : La Ligue des Justiciers : Travis Morgan
- 2006 : Shuriken School : Kubo Sensei
- 2011 : Ben 10 Ultimate Alien : Eon
- 2012 : Les Nouvelles Aventures de Peter Pan : Dagan
- 2012-2014 : Ben 10 Omniverse : Eon
- 2016-2017 : La Ligue des justiciers : Action : Space Cabbie, Brother Night, le professeur Stein (épisode 18) et Red Tornado
- 2016-2018 : Animals : voix diverses

### Jeux vidéo
- 2002 : Kingdom Hearts : Squall « Leon » Leonhart
- 2003 : Le Seigneur des anneaux : Le Retour du roi : Legolas
- 2004 : Le Seigneur des anneaux : la Bataille pour la Terre du milieu : Legolas
- 2006 : Kingdom Hearts 2 : Will Turner et Squall « Leon » Leonhart
- 2006 : Pirates des Caraïbes : La Légende de Jack Sparrow : Will Turner
- 2007 : Pirates des Caraïbes : Jusqu'au bout du monde : Will Turner
- 2011 : Le Seigneur des anneaux : La Guerre du Nord : Legolas Vertefeuille
- 2011 : Star Wars : The Old Republic : l'enseigne Corian Shye / Capitaine Fizik
- 2012 : Lego Le Seigneur des anneaux : Legolas Vertefeuille
- 2015 : The Order: 1886 : la Fayette